# Urawa-ku
Urawa (浦和区, Urawa-ku) est un arrondissement de la ville de Saitama, située dans la préfecture de Saitama, au Japon.

## Géographie

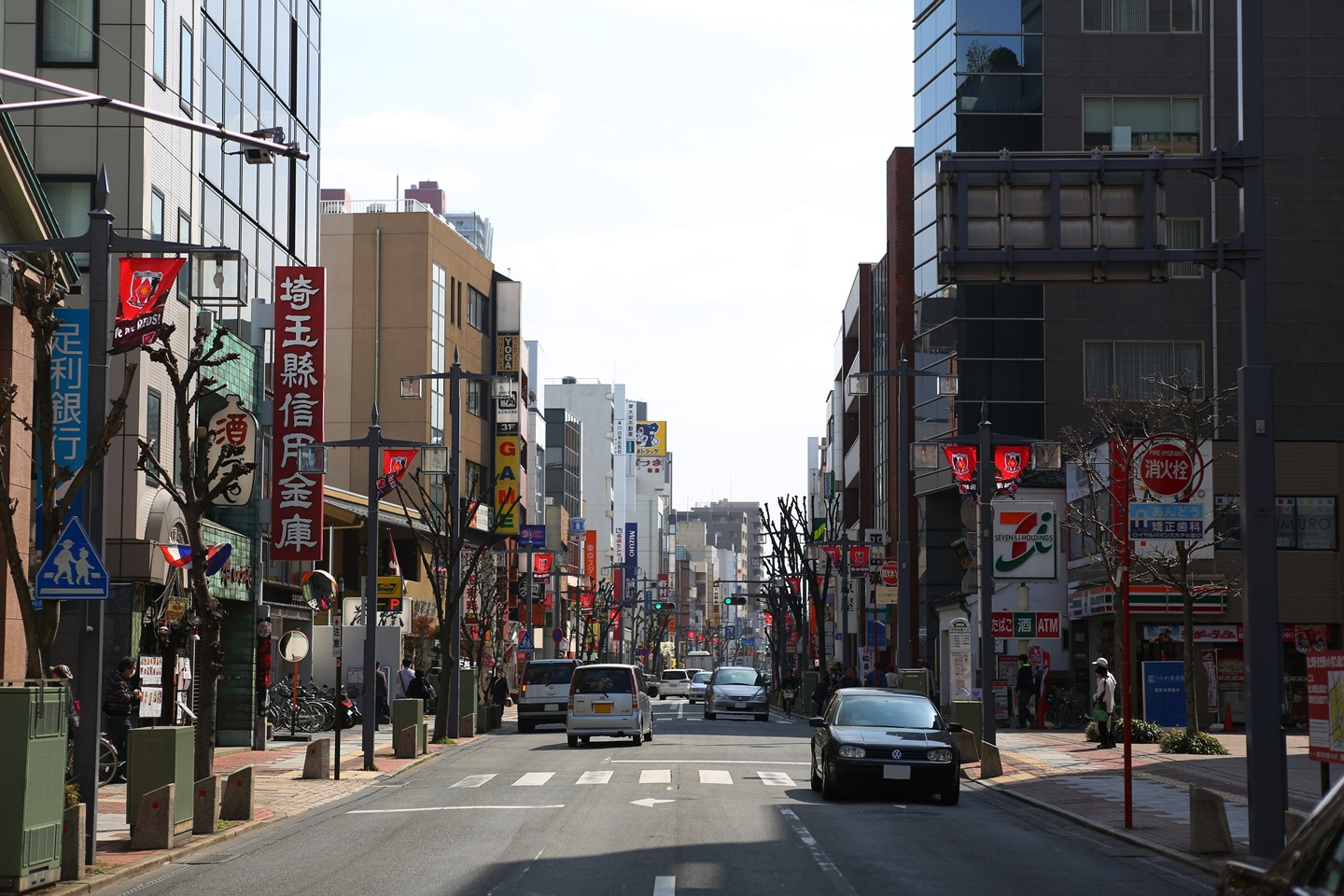
Rue d'Urawa-ku, sur l'ancien tracé du Nakasendō.

### Situation
Urawa-ku est situé dans le Centre de la ville de Saitama, dans la préfecture de Saitama, au Japon.

### Démographie
Au 1er avril 2017, la population de Urawa-ku comptait 158 876 habitants (12,4 % de la population de la ville de Saitama), répartis sur une superficie de 11,51 km2.

## Histoire
Jusqu'au 1er mai 2001, Urawa-ku était la partie centrale de ville d'Urawa, qui a fusionné avec Ōmiya et Yono pour donner la ville actuelle de Saitama. L'arrondissement a été créé en 2003 lorsque Saitama est devenue une ville désignée par ordonnance gouvernementale.

## Transports
L'arrondissement est desservi par les lignes Keihin-Tōhoku et Utsunomiya de la JR East.

## Cultes
- La cathédrale catholique Sainte-Thérèse-de-l'Enfant-Jésus d'Urawa est le siège du diocèse de Saitama.

## Personnalités liées à la municipalité
- Yasuzō Nojima, photographe, est né à Urawa.